# Cristian Paulucci
Cristian Oscar Paulucci (Noetinger, 29 de janeiro de 1973) é um treinador argentino. 

## Treinador de futebol

### Universidad Católica
Em 31 de agosto, foi anunciado que Cristian Paulucci aceitou a oferta do Universidad Católica para substituir o técnico Gustavo Poyet. Pouco mais de três mês depois, ele levou o time ao título do Supercopa de Chile e Campeonato Chileno de 2021, o quarto título consecutivo do clube na liga.
Em 9 de dezembro de 2021, Paulucci renovou seu contrato com o clube chileno até 2023.

## Estatísticas como treinador
Atualizadas até 4 de abril de 2022.
| Clube                | Jogos | Vitórias | Empates | Derrotas | Aproveitamento |
| -------------------- | ----- | -------- | ------- | -------- | -------------- |
| Universidad Católica | 28    | 18       | 1       | 9        | 64.29          |

## Títulos

### Como técnico
Universidad Católica
- Campeonato Chileno: 2021
- Supercopa de Chile: 2021

## Prêmios individuais

### Como técnico
- Melhor treinador da Campeonato Chileno (La Tercera):  2021[5]